# Cementerio de Tijvin

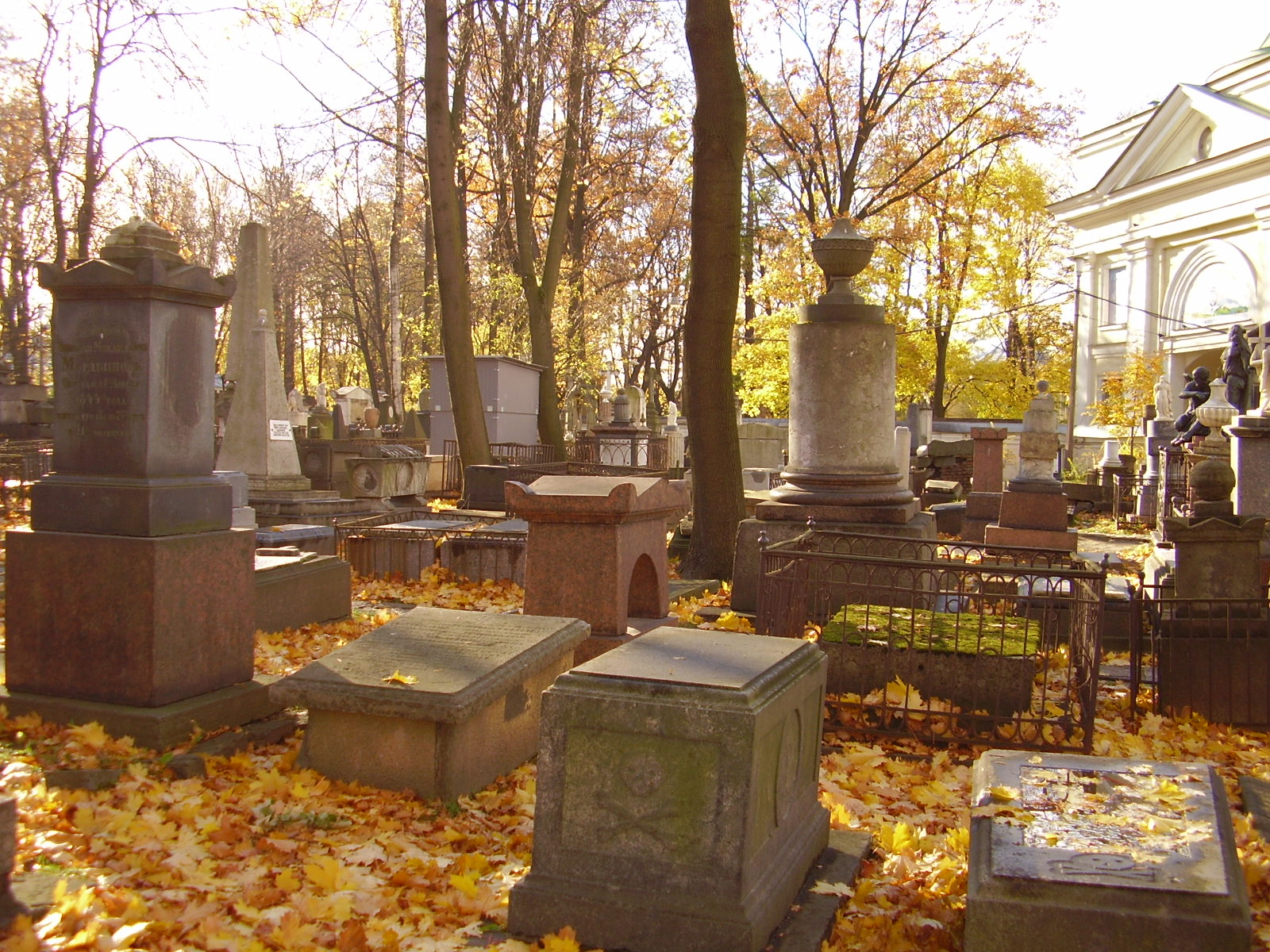
Tumbas en el cementerio

El cementerio Tíjvinskoie (en ruso: Тихвинское кладбище, Tíjvinskoie kládbische) es un cementerio histórico en el centro de San Petersburgo. Es parte del monasterio de Alejandro Nevski y es uno de los cuatro cementerios del complejo. Desde 1932, forma parte del Museo Estatal de Escultura Urbana, que se refiere a ella como la Necrópolis de los Maestros del Arte (en ruso: Некрополь мастеров искусств).
Inaugurado en 1823 después de que el primer cementerio del monasterio, el Lázarevskoie, se llenara de gente, el cementerio se llamó inicialmente "Nuevo Lázarevskoie". Adquirió su nombre después de la construcción de la iglesia del cementerio, consagrada al icono de Nuestra Señora de Tijvin. Pronto reemplazó el cementerio Lázarevskoie y se convirtió en un cementerio popular y prestigioso. La primera figura literaria, Nikolái Karamzín, fue enterrada en el cementerio en 1826, seguida en 1833 por Nikolái Gnédich, socio de Aleksandr Pushkin. Varios otros amigos de Pushkin fueron enterrados más tarde en el cementerio.
Los entierros particularmente significativos fueron los de Mijaíl Glinka en 1857, Fiódor Dostoyevski en 1881, Modest Músorgski y Aleksandr Borodín en la década de 1880, y Piotr Ilich Chaikovski en 1891. Durante el período soviético, el cementerio estaba destinado a convertirse en una necrópolis de museo, concebida principalmente como un parque ajardinado, con monumentos estratégicamente ubicados a importantes figuras de la historia de Rusia. Dado que varios artistas notables ya habían sido enterrados en el cementerio, se decidió designarlo como la "Necrópolis de los Maestros del Arte". Durante la década de 1930, muchos importantes compositores, pintores, escultores, escritores y poetas rusos fueron exhumados de sus lugares de descanso originales en toda la ciudad y llevados, con o sin sus monumentos, para ser enterrados nuevamente en el cementerio Tíjvinskoie. Al mismo tiempo, se retiraron o destruyeron los monumentos de aquellas figuras consideradas no acordes con el tema artístico del cementerio. Varios entierros más de artistas particularmente importantes tuvieron lugar durante el período soviético. Hoy el cementerio funciona como necrópolis de museo bajo los auspicios del Museo Estatal de Escultura Urbana.

## Establecimiento
El cementerio está ubicado cerca de la plaza Aleksandr Nevski, a la derecha del camino que va desde la Iglesia de la Puerta hasta el río Monastyrka. Este terreno había sido previamente ocupado por huertos ornamentales y vegetales. El primer cementerio del monasterio, el cementerio Lázarevskoie, se estableció en 1717 y, a principios del siglo XIX, estaba superpoblado. En marzo de 1823, las autoridades del monasterio propusieron la creación de un nuevo cementerio frente al Consistorio Teológico de San Petersburgo. El nuevo cementerio, inicialmente llamado "Nuevo Lázarevskoie" (en ruso: Ново-Лазаревское), se estableció en la parte oriental del terreno, entre el camino al monasterio y el edificio del consistorio, encerrado con una valla de madera. Con el tiempo, se expandió hacia el oeste, en las áreas anteriormente ocupadas por los jardines monásticos, y en la década de 1870 se cerró con un muro de piedra. 

## Iglesia del cementerio

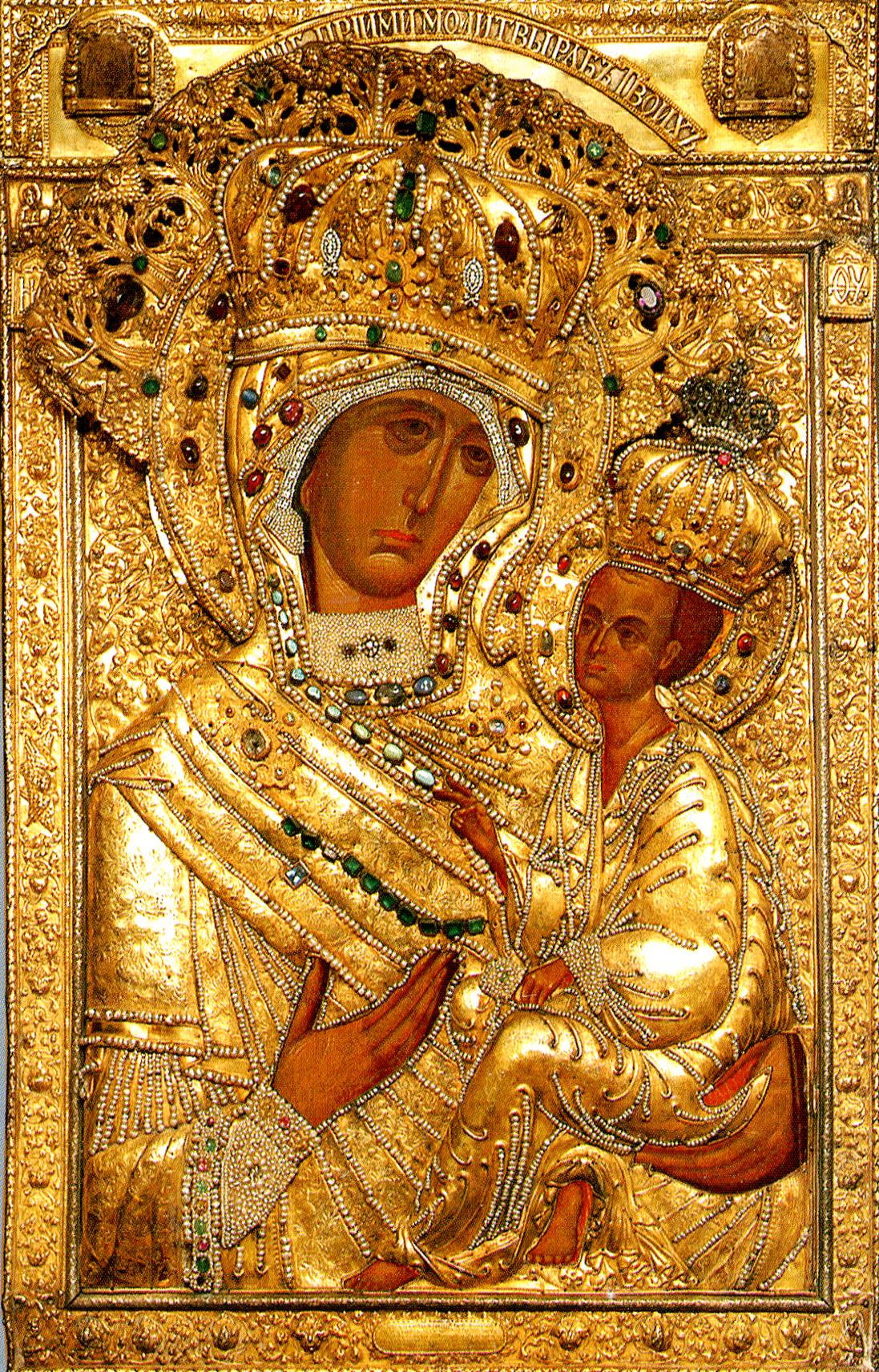
Icono de Nuestra Señora de Tijvin de la Catedral de Dormición de la Madre de Dios de Tijvin.

Los hermanos D.M. y N.M. Polezháiev, ricos comerciantes, financiaron la construcción de una iglesia en el cementerio, establecida el 26 de septiembre de 1869 y construida según el diseño del arquitecto N.P. Grebionka. La iglesia fue consagrada el 2 de febrero de 1873 en el nombre del icono de Nuestra Señora de Tijvin, que desde aproximadamente 1876 se convirtió en el nombre común del cementerio. Pável Pleshánov pintó dos iconos, uno de San Demetrio de Rostov y otro de Santa María de Egipto, para la iglesia. En 1825, el emperador Alejandro I visitó la iglesia y el cementerio antes de emprender su viaje a Taganrog donde acabaría sus días.
La bóveda funeraria de la familia Polezháiev estaba en la cripta de la iglesia, y en 1901 la iglesia fue renovada. En 1918, el arcipreste Piotr Skípetrov de la Iglesia de la Puerta, que había sido asesinado a tiros durante un primer intento de los bolcheviques de requisar el monasterio el 19 de enero de 1918, fue enterrado bajo el altar de la iglesia.  La iglesia fue cerrada en 1931 y entre 1935 y 1937 se convirtió en oficina de correos, con la destrucción de sus fachadas e interiores. Con el establecimiento del Museo Estatal de Escultura Urbana, el edificio pasó a albergar su departamento científico y ahora alberga una sala de exposiciones como parte del museo.

## Entierros
La tasa de entierros en los cementerios Viejo y Nuevo Lázarevskoie fue casi igual durante los primeros años de existencia de este último, aunque en la década de 1830 el Cementerio Nuevo Lázarevskoie se hizo más popular. Inicialmente, los entierros tuvieron lugar en la parte oriental del cementerio, y en 1825 el santo y tonto monje Patermufy fue enterrado allí.  En 1826, el escritor Nikolái Karamzín fue enterrado en el cementerio, seguido en 1833 por Nikolái Gnédich, contemporáneo de Pushkin.  Al funeral de Gnédich el 6 de febrero de 1833 asistieron muchas figuras literarias prominentes, entre ellas Pushkin, Iván Krylov, Piotr Vyázemski, Piotr Pletniov, Fiódor Tolstói y Alekséi Olenin.  Con la excepción de Pushkin, finalmente todos serían enterrados en los cementerios de la Lavra; Krylov, Výazemski, Pletniov y Olenin en Tíjvinskoie, y Tolstói en Lázarevskoie. En 1844, otro poeta contemporáneo de Pushkin, Yevgueni Baratynski, fue enterrado en el cementerio.

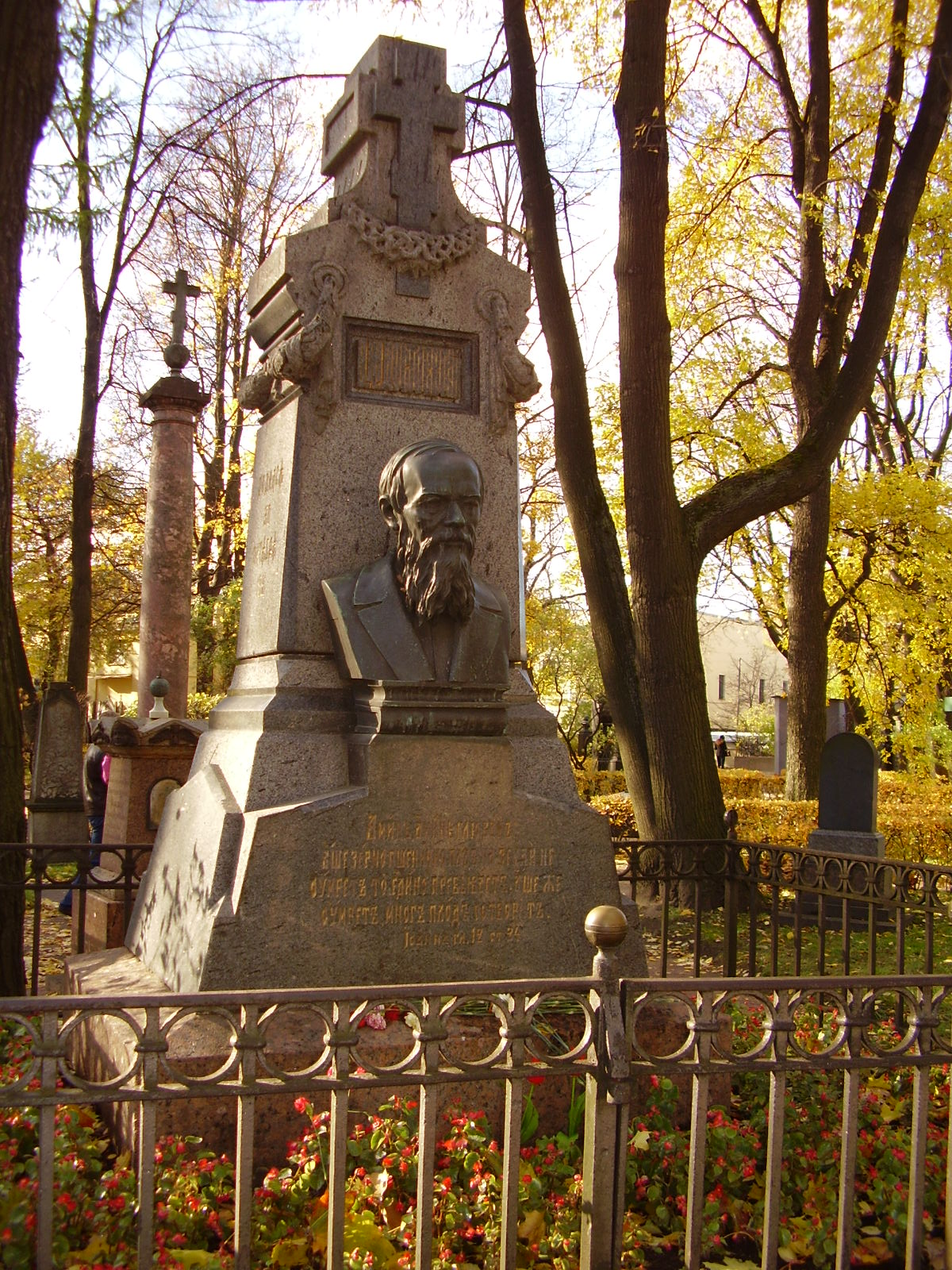
La tumba de Fiódor Dostoyevski y su esposa Anna Dostoyévskaya

El cementerio se convirtió en un cementerio popular y prestigioso. El rico comerciante A.I. Kosikovski fue enterrado bajo un sarcófago monumental en un pedestal alto, coronado por un dosel sobre ocho columnas estriadas. Enfrente se encontraba un monumento igualmente grandioso al estadista Pável Demídov (de la familia Demídov), que desde entonces se ha perdido. En 1857, los restos del compositor Mijaíl Glinka fueron devueltos de Berlín y enterrados en el cementerio, con un gran monumento erigido dos años más tarde según el diseño del arquitecto I.I. Gornostáiev, con esculturas de Nikolái Laveretski. El 1 de febrero de 1881, el autor Fiódor Dostoyevski fue enterrado en el cementerio, con un monumento igualmente grande. Durante la década de 1880, los compositores Modest Músorgski y Aleksandr Borodín fueron enterrados en la parte norte de los terrenos, seguidos por Piotr Ilich Chaikovski en 1893.  Finalmente, todos los miembros del grupo de compositores denominado "Los Cinco", o el "El grupo poderoso"; Músorgski, Borodín, así como Mili Balákirev, César Cui y Nikolái Rimski-Kórsakov, fueron enterrados en el cementerio. 
A principios del siglo XX, el cementerio Tíjvinskoie contenía 1.325 monumentos de varios diseños y tamaños, incluidas cruces monumentales sobre pedestales, sarcófagos y estelas.  Había varias parcelas familiares con capillas y grandes criptas de granito y mármol. 

## Necrópolis soviética
Durante el período soviético temprano, varios monumentos fueron robados o destruidos. El cementerio se cerró oficialmente para los entierros en 1927, aunque continuaron hasta 1932, y se decidió convertirlo en un museo de necrópolis, mostrando tumbas histórica y artísticamente significativas. Junto a esto, estaba el concepto de reunir las tumbas de los amigos y contemporáneos de Aleksandr Pushkin para las conmemoraciones del centenario de la muerte del poeta en 1937. El departamento de arquitectura y planificación del Sóviet de Leningrado, la administración de la ciudad, tuvo la tarea de crear un proyecto de parque conmemorativo. Los planes fueron elaborados por los arquitectos E.N. Sandler y E.K. Reimers, con más aportaciones del arquitecto jefe de la ciudad, L.A. Ilyín. La Fundación de asuntos funerarios se estableció para administrar el museo de la necrópolis, incluida la remoción de lápidas abandonadas para la venta como materiales de construcción. 

La Fundación de asuntos funerarios recibió autorización para adquirir y transferir importantes tumbas y monumentos de otros cementerios e iglesias de la ciudad. Mientras tanto, las tumbas existentes en el cementerio que no se consideraron particularmente artísticas o históricas debían ser demolidas para crear espacio para los traídos de otros lugares.  Se compiló una lista de tumbas en el cementerio y el trabajo comenzó en 1935, cuya finalización estaba prevista para el 15 de agosto del año siguiente. Una resolución del 3 de julio de 1935 del Presidium del Soviét de Leningrado estableció la visión para el futuro de los museos de necrópolis.
el cementerio Tíjvinskoie y el Paseo Literario [en el Cementerio Vólkovo ]... después de la reconstrucción se convertirán en parques de necrópolis de una cultura notable y revolucionaria, con la aparición de parques. Liberados de las tumbas ordinarias, no tendrán la naturaleza de un cementerio en absoluto, sino que en realidad representarán amplios espacios verdes decorados arquitectónicamente, a veces decorados con ciertos monumentos que se encuentran en las tumbas sobre estas maravillosas personas. 
El corto período de tiempo permitido para la finalización del trabajo llevó a la demolición apresurada y no sistemática de varios monumentos, y la mayor parte del trabajo solo se completó en agosto de 1937, y los trabajos de reparación continuaron durante muchos años después. 
La reconstrucción alteró radicalmente la naturaleza y apariencia del cementerio Tíjvinskoie. Con la intención de crear una "necrópolis de artistas", se retiraron las tumbas de los de otros sectores de la sociedad. Se conservaron menos de un centenar de los monumentos originales. Algunos fueron trasladados a la vecina "Necrópolis del siglo XVIII", el antiguo cementerio Lázarevskoie, mientras que otros, incluidos los de Aleksandr Gradovski, Anatoli Koni y Víktor Pashutin, fueron trasladados a la otra necrópolis del museo que se está estableciendo en el cementerio Vólkovo. Mientras tanto, los restos de destacados artistas, escultores, compositores y músicos fueron enterrados en el cementerio. Entre ellos se encontraban amigos personales de Pushkin, incluidos Konstantín Danzás, Antón Délvig y Fiódor Matyushkin. Algunos restos procedían de cementerios destinados a la demolición, como Mitrofánievskoie, Farfórovskoie y el cementerio católico de Výborg; y otros de los que estaban destinados a mantenerse abiertos, como Smolénskoie, Vólkovo, Novodévichi y Nikólskoie. La necrópolis se creó durante una campaña antirreligiosa en curso, por lo que los monumentos con símbolos religiosos a menudo fueron reemplazados por monumentos hechos por el museo. 
El proyecto de reconstrucción del cementerio concentró a los representantes de cada tipo de arte juntos, e incluso los monumentos que habían estado en Tíjvinskoie originalmente se movieron para adaptarse al nuevo esquema organizativo. Los compositores y músicos fueron enterrados principalmente en el "Camino del compositor", cerca del límite norte del cementerio. Pintores y escultores se colocaron en la parte occidental, mientras que aquellos que en su vida habían estado asociados con Pushkin se colocaron cerca de la sección oriental, cerca de la entrada del cementerio. Algunos de los monumentos más antiguos de las tumbas retiradas se conservaron para servir como adornos decorativos, como columnas colocadas en la intersección de avenidas. La decoración del parque-necrópolis se realzó con la construcción de una fuente grande y cuatro pequeñas, y la instalación de bancos de granito. Se programó la demolición de la iglesia de Tíjvinskoie para mejorar el acceso directo desde la plaza Aleksandr Nevski. Los organizadores se enfrentaron al problema de que, a pesar de designar el cementerio como la necrópolis de los artistas, históricamente Tíjvinskoie había sido principalmente el cementerio de estadistas, líderes militares, científicos y compositores. Había relativamente pocas tumbas de escritores que habían tendido a preferir el cementerio Smolénskoie; o artistas, que tradicionalmente habían elegido el cementerio Nikólskoie o Novodévichi. Esto requirió la transferencia de un gran número de entierros y monumentos, que tuvo lugar en dos períodos principales, de 1936 a 1941 y de 1948 a 1952.
Durante la Segunda Guerra Mundial y el sitio de Leningrado, el museo trabajó para brindar protección y refugio a los monumentos. Solo una lápida resultó dañada, la de la actriz Varvara Ásenkova. El monumento, diseñado por Iván Sosnytski, consistía en un dosel de granito sobre un pedestal con un epitafio en verso y un busto de bronce de la actriz de Iván Vitali y había sido trasladado junto con los restos de la actriz del cementerio Smolénskoie en 1936. Fue destruido por un golpe directo de una bomba en 1943. En 1955, el museo instaló una réplica de mármol del busto realizado por D.A. Sprishin. Otros monumentos se almacenaron en la Iglesia de la Anunciación de Lavra. 
Los trabajos de restauración comenzaron inmediatamente después del final de la guerra, con la inauguración de la necrópolis-museo en agosto de 1947. El programa de traslado e instalación de monumentos se reanudó después de la guerra y continuó hasta mediados de la década de 1950. También hubo varios entierros de ciudadanos soviéticos prominentes, ya que el cementerio ganó el estatus de panteón urbano. Entre los enterrados aquí estaban el científico Serguéi Lébedev en 1934, el artista Mijaíl Avílov en 1954 y el actor Nikolái Cherkásov en 1966. En 1972, los restos del compositor Aleksandr Glazunov fueron trasladados desde París. En 1968, la esposa de Fiódor Dostoyevski, Anna Dostoyévskaya, fue enterrada de nuevo junto a su esposo, mientras que el director de teatro Gueorgui Tovstonógov fue enterrado en el cementerio en 1989. Hasta ahora, el de Tovstonógov ha sido el último entierro que ha tenido lugar en el cementerio.